# Vimmerby
Vimmerby je grad u Švedskoj u sastavu županije Kalmar. Rodno mjesto švedske književnice Astrid Lindgren.

## Zemljopis
Grad se nalazi u istočnome dijelu južne Švedske. 

## Stanovništvo
Prema podacima o broju stanovnika iz 2005. godine u gradu živi 7.827 stanovnika.

## Vanjske poveznice
- Službena stranica grada

### Ostali projekti
|  | Zajednički poslužitelj ima još gradiva o temi Vimmerby |